# Seznam Nobelovih nagrajencev
Seznam Nobelovih nagrajencev je krovni seznam. Nobelovi nagrajenci, tudi nobelovci ali Nobelovi lavreati, ki jih v skladu z oporoko Alfreda Nobela vsako leto izbirajo različne organizacije pod koordinacijo Nobelovega sklada, prejmejo medaljo, plaketo in denarno nagrado v višini približno milijon evrov (odvisno od finančnega stanja sklada).
Od začetka podeljevanja leta 1901 do leta 2013 so bile Nobelove nagrade in nagrade banke Švedske za ekonomske vede v spomin Alfreda Nobela podeljene 561-krat, skupno jih je prejelo 876 posameznikov ter organizacij. Nagrade banke Švedske strogo gledano niso Nobelove nagrade, saj se ne izplačujejo iz istega sklada kot ostale in jih ne upravlja Nobelov sklad, vendar se podeljujejo na isti ceremoniji in tudi v javnosti veljajo za »Nobelove nagrade za ekonomijo«, zato so obravnavane skupaj.
- Nobelova nagrada za fiziko
- Nobelova nagrada za kemijo
- Nobelova nagrada za fiziologijo ali medicino
- Nobelova nagrada za književnost
- Nobelova nagrada za mir
- Nagrada banke Švedske za ekonomske vede v spomin Alfreda Nobela